# Matthew Vaughn
Matthew de Vere Drummond, känd i professionella sammanhang som Matthew Vaughn, ursprungligen Matthew Allard Robert Vaughn, född 7 mars 1971 i Paddington, London, är en brittisk filmproducent, filmregissör och manusförfattare. Han är bland annat känd för filmerna Layer Cake (2004), Stardust (2007), Kick-Ass (2010) och X-Men: First Class (2011).
Han är sedan 2002 gift med den tyska fotomodellen Claudia Schiffer. De har tre barn tillsammans, en son och två döttrar.

## Efternamn och släktskap
Fram till 2002 trodde Matthew Vaughn att han var son till den amerikanske skådespelaren Robert Vaughn. En faderskapsutredning under 1980-talet avslöjade dock att Robert Vaughn inte var hans far, men hans mor Kathy Ceaton (död 2013) avslöjade aldrig detta för varken fadern eller sonen. När Matthew frågade sin mor om hans sanna faderskap, avslöjade hon att hans far var George Albert Harley de Vere Drummond, en engelsk banktjänsteman. Tidigt i Vaughns liv, innan faderskapsutredningen, hade Robert Vaughn bett om att barnets efternamn skulle vara Vaughn. Det har sedan fortsatta vara Vaughns yrkesnamn, även om han använder de Vere Drummond i privatlivet, efter att ha ändrat det officiellt i maj 2002.

## Filmografi i urval

### Filmer
- 2004 – Layer Cake (regi och produktion)
- 2007 – Stardust (manus, regi och produktion)
- 2010 – Kick-Ass (manus, regi och produktion)
- 2010 – The Debt (manus och produktion)
- 2011 – X-Men: First Class (manus och regi)
- 2014 – X-Men: Days of Future Past (manus och produktion)
- 2014 – Kingsman: The Secret Service (manus, regi och produktion)
- 2017 – Kingsman: The Golden Circle (manus, regi och produktion)
- 2021 – The King's Man (manus, regi och produktion)
- 2024 – Argylle (regi och produktion)

Endast produktion
- 1996 – The Innocent Sleep
- 1998 – Lock, Stock and Two Smoking Barrels
- 2000 – Snatch
- 2001 – Mean Machine
- 2002 – Swept Away
- 2003 – A Short Film About John Bolton
- 2009 – Harry Brown
- 2013 – Kick-Ass 2
- 2015 – Fantastic Four
- 2016 – Eddie the Eagle

### TV-produktioner
- 2000 – Lock, Stock... (TV-serie) (exekutiv producent)
- 2003 – Swag (TV-serie) (exekutiv producent)
- 2003 – Make My Day (dokumentärfilm, exekutiv producent)